# Bataille de Cool Spring
Guerre de Sécession
Batailles
- Monocacy
- Fort Stevens
- Heaton's Crossroads
- Cool Spring
- Rutherford's Farm
- 2e Kernstown
- Folck's Mill
- Moorefield

La bataille de Cool Spring, aussi connue comme Castleman's Ferry, Island Ford, Parker's Ford, et Snicker's Ferry, est une bataille de la guerre de Sécession, livrée les 17 et 18 juillet 1864, dans le comté de Clarke, en Virginie, dans le cadre des campagnes de la vallée de 1864. La bataille est une victoire confédérée.

## Contexte
Après la bataille de Fort Stevens, le 11 juillet, une colonne de l'Union, composée du VI corps et d'éléments du XIX corps sous les ordres du major général Horatio G. Wright, poursuit l'armée de la vallée du lieutenant général Jubal Early qui se retire des environs de Washington, par le comté de Loudoun, en Virginie. Le 15 juillet, la force de Wright est rejointe par des éléments du commandement du brigadier général George Crook, qui a accompagné le major général David Hunter lors de sa retraite au travers de la Virginie-Occidentale à la suite de la bataille de Lynchburg, le 18 juin.
Après deux brefs engagements dans le comté de Loudoun à Heaton's Crossroads (actuellement Purcellville) et Woodgrove le 16 juillet, la force principale d'Early traverse les Blue Ridge Mountains à Snickers Gap et s'établit autour de Berryville. Pour couvrir ses arrières, Early laisse des forces  substantielles en arrière-garde aux principaux passages de la rivière Shenandoah. Le 17 juillet, la cavalerie de l'Union passe par Snickers Gap et tente en vain de forcer le passage de la rivière, à Castleman's Ferry (Snicker's Ford).
Le lendemain, les généraux Crook et Wright arrivent à Snickers Gap et choisissent d'attaquer ce qu'ils pensent être, à tort, une légère ligne de piquets de confédérés, le long de la rivière, laissés pour couvrir la retraite d'Early vers la vallée. Au lieu de permettre à sa cavalerie de traverser la rivière et de reconnaître les positions confédérées pour confirmer cette hypothèse, elle est envoyée à Ashby's Gap pour attaquer le train d'approvisionnement d'Early en route vers le sud de l'armée principale d'Early. Wright élabore ensuite un plan où une petite force fédérale traverse la rivière en aval du passage principal à Castleman's Ferry et de flanquer la position confédérée. Le général Crook attribue cette tâche au colonel Joseph Thoburn (en).

## Bataille

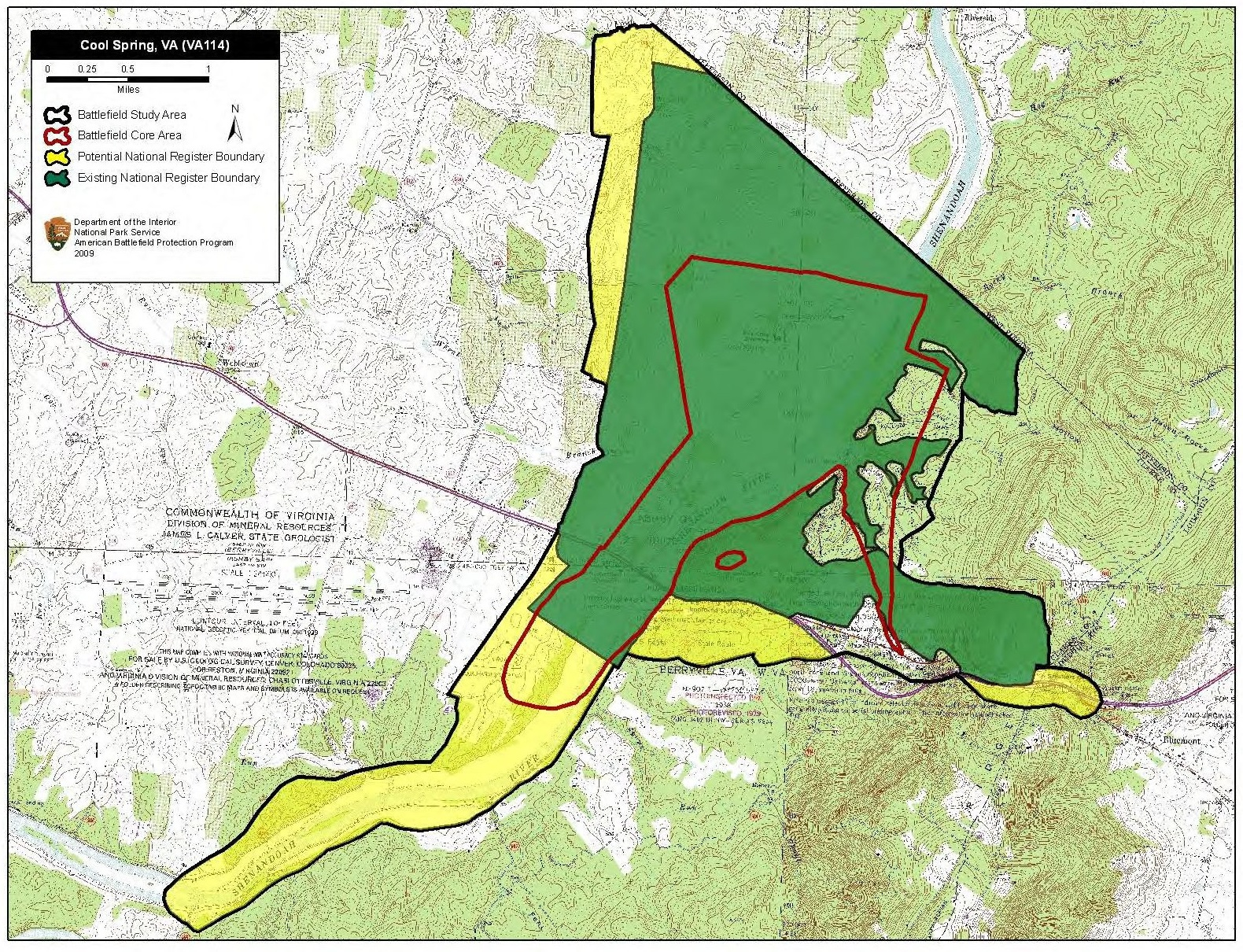
La carte du champ de bataille de Cool Spring et des zones d'étude par le programme de protection des champs de bataille américain.

À 15 heures, Thoburn traverse la Shenandoah au-dessous de Castleman's Ferry, à Judge Richard Parker's Ford, repoussant rapidement un petit groupe de piquets confédérés. Les piquets alertent rapidement leurs commandants, les majors généraux John B. Gordon et John C. Breckinridge, de la progression fédérale. Gordon réagit en déplaçant une division à proximité du gué, à l'aide d'une petite crête qui se trouve entre lui et les fédéraux pour cacher ses mouvements. Breckinridge ordonne au brigadier général Gabriel C. Wharton et au major général Robert E. Rodes de se rendre au gué ; ils se déploient le long du flanc gauche de Gordon, avec Wharton formant le centre. Les tireurs d'élite de Wharton repoussent rapidement les tirailleurs de Thoburn qui occupent une vallée entre la crête sur laquelle les confédérés mis en ligne et les hauteurs de la rive où la première des deux lignes fédérales a été formée devant un mur de pierre. Une ligne de réserve est située en contrebas de la rive de la rivière derrière le mur de pierre, bien protégée et cachée des confédérés.
Vers 18 heures, Rodes attaque la position principale fédérale sur les hauteurs le long de son flanc droit. La ligne fédérale se tourne pour répondre à l'attaque et expose son flanc gauche à être pris en enfilade par les tirs de Gordon et Wharton. La ligne s'effondre et les cavaliers non entraînés et non montés de la brigade provisoire du colonel Samuel B. M. Young commence à retraiter sur le mur de pierre et au-delà de la Shenandoah. Au moment de la retraite fédérale, le brigadier général James B. Ricketts arrive sur la rive orientale de la rivière. À l'origine devant renforcer Thoburn, le général Wright soulève des objections avec la ligne de Thoburn en pleine retraite. Alors que les hommes de Rodes pressent l'attaque lorsqu'ils arrivent au mur de pierre, après quoi la ligne de réserve fédérale ouvre le feu sur les confédérés qui ne se doutent de rien, les repoussant vers la crête. Pendant le reste de la soirée, Rodes lance de petites attaques au niveau d'une brigade contre la position fédérale sur la berge de la rivière, mais ne réussit pas à les repousser à travers la rivière, parce que Thoburn est en mesure de renforcer sa droite en raison de l'absence de pression sur sa gauche par Gordon et Wharton. Après le coucher du soleil, Thoburn retire le reste de ses forces au-delà de la rivière.

## Conséquences
La bataille est une victoire confédérée. Wright a envoyé une petite force contre une position confédérée bien renforcée sans l'aide de la cavalerie, parce qu'il a supposé à tort que c'étaient seulement des piquets de l'arrière-garde d'Early. La force de Thoburn paye chèrement l'erreur. Encore, l'utilisation judicieuse du terrain par Thoburn et le manque de coordination du côté confédéré permet à Thoburn d'éviter une déroute de ses troupes et il est donc en mesure de minimiser ses pertes. Le lendemain, les deux armées restent sur les mêmes positions que la veille au soir et ne livrent que peu de combats. Le général Hunter, cependant, prend l'initiative et envoie une force de Harpers Ferry pour mettre la pression sur la position d'Early depuis le nord, provoquant une retraite confédérée de Berryville le lendemain et lançant les campagnes de la vallée de 1864.
Le champ de bataille de Cool Spring est ajouté au Registre national des lieux historiques en 1997 et est conservé par les accords de servitude avec l'abbaye d'Holy Cross et de l'université de la Shenandoah.